# Oligosoma kakerakau
Oligosoma kakerakau — вид ящірок родини сцинкових (Scincidae). Описаний у 2021 році.

## Поширення
Ендемік Нової Зеландії. Має диз'юнктне поширення. Спочатку один екземпляр був знайдений в хатині в лісі Вірінакі на Північному острові, а потім виявлені в заповіднику Брім-Гід в Нортленді (за 350 км на північ від початкового спостереження).